# Élections cantonales de 2008 dans la Drôme
Les élections cantonales ont eu lieu les 9 et 16 mars 2008. Elles avaient pour but d’élire la moitié des conseillers généraux du département français de la Drôme qui siègent au conseil général de la Drôme pour un mandat de six années.

## Contexte départemental

### Assemblée départementale sortante
Il comprend 36 conseillers généraux issus des 36 cantons de la Drôme ; 18 d'entre eux sont renouvelables lors de ces élections.
| Parti                             | Sigle | Élus |
| --------------------------------- | ----- | ---- |
| Majorité (20 sièges)              |       |      |
| Parti socialiste                  | PS    | 15   |
| Divers gauche                     | DVG   | 2    |
| Parti radical de gauche           | PRG   | 2    |
| Parti communiste français         | PCF   | 1    |
| Opposition (16 sièges)            |       |      |
| Union pour un mouvement populaire | UMP   | 9    |
| Divers droite                     | DVD   | 4    |
| Parti radical valoisien           | Rad   | 2    |
| Mouvement démocrate               | MoDem | 1    |
| Président du conseil général      |       |      |
| Didier Guillaume (PS)             |       |      |

## Résultats à l'échelle du département
| Étiquette      | Étiquette                         | Premier tour | Premier tour | Second tour | Second tour | Total |
| Étiquette      | Étiquette                         | Voix         | %            | Voix        | %           | Total |
| -------------- | --------------------------------- | ------------ | ------------ | ----------- | ----------- | ----- |
|                | Parti socialiste                  | 31 941       | 29,26        | 26 203      | 38,21       | 8     |
|                | Les Verts                         | 8 124        | 7,44         | 3 153       | 4,6         | 1     |
|                | Parti communiste français         | 7 374        | 6,76         |             |             |       |
|                | Parti radical de gauche           | 3 999        | 3,66         | 6 103       | 8,9         | 1     |
|                | Divers gauche                     | 3 837        | 3,52         | 690         | 1,01        | 2     |
|                | Extrême gauche                    | 2 213        | 2,03         |             |             |       |
| Gauche         | Gauche                            | 57 488       | 52,67        | 36 149      | 52,71       | 12    |
|                |                                   |              |              |             |             |       |
|                | Divers droite                     | 21 844       | 20,01        | 13 192      | 19,24       | 2     |
|                | Union pour un mouvement populaire | 18 924       | 17,34        | 15 990      | 23,32       | 3     |
|                | Front national                    | 8 068        | 7,39         |             |             |       |
|                | Mouvement démocrate               | 2 533        | 2,32         | 3 249       | 4,74        | 1     |
| Droite         | Droite                            | 51 369       | 47,06        | 32 431      | 47,29       | 6     |
|                |                                   |              |              |             |             |       |
|                | Écologistes                       | 288          | 0,26         |             |             |       |
|                |                                   |              |              |             |             |       |
| Inscrits       | Inscrits                          | 166 877      | 100,00       | 117 922     | 100,00      |       |
| Abstentions    | Abstentions                       | 54 151       | 32,45        | 47 192      | 40,02       |       |
| Votants        | Votants                           | 112 726      | 67,55        | 70 730      | 59,98       |       |
| Blancs et nuls | Blancs et nuls                    | 3 581        | 3,18         | 2 150       | 3,04        |       |
| Exprimés       | Exprimés                          | 109 145      | 96,82        | 68 580      | 96,96       |       |

### Résultats en nombre de sièges
| Parti | Sièges mis en jeu | Élus | Évolution |
| ----- | ----------------- | ---- | --------- |
| PS    | 5                 | 8    | +3        |
| UMP   | 6                 | 3    | -3        |
| DVG   | 1                 | 2    | +1        |
| PRG   | 1                 | 1    | =         |
| EÉLV  | 0                 | 1    | +1        |
| MoDem | 1                 | 1    | =         |
| DVD   | 4                 | 2    | -2        |

### Assemblée générale à l'issue des élections
| Parti                             | Sigle | Élus |
| --------------------------------- | ----- | ---- |
| Majorité (25 sièges)              |       |      |
| Parti socialiste                  | PS    | 18   |
| Divers gauche                     | DVG   | 3    |
| Parti radical de gauche           | PRG   | 2    |
| Parti communiste français         | PCF   | 1    |
| Europe Écologie Les Verts         | EELV  | 1    |
| Opposition (11 sièges)            |       |      |
| Union pour un mouvement populaire | UMP   | 6    |
| Parti radical valoisien           | Rad   | 2    |
| Divers droite                     | DVD   | 2    |
| Mouvement démocrate               | MoDem | 1    |
| Président du conseil général      |       |      |
| Didier Guillaume (PS)             |       |      |

### Liste des élus
| Canton                     | Conseiller sortant    | Parti | Parti | Conseiller élu         | Parti | Parti     |
| -------------------------- | --------------------- | ----- | ----- | ---------------------- | ----- | --------- |
| Bourdeaux                  | Michel Tron           |       | DVD   | Michel Tron            |       | DVD       |
| Buis-les-Baronnies         | Michel Grégoire       |       | PS    | Michel Grégoire        |       | PS        |
| Crest-Nord                 | Danielle Breyton      |       | UMP   | Jean Serret            |       | PS        |
| Crest-Sud                  | Jean-Pierre Tabardel  |       | DVG   | Jean-Claude Chauvignat |       | DVG       |
| La Chapelle-en-Vercors     | Jacques Clot          |       | UMP   | Claude Vignon          |       | DVG       |
| Le Grand-Serre             | Gabriel Biancheri     |       | UMP   | Gabriel Biancheri      |       | UMP       |
| Loriol-sur-Drôme           | Jacques Ladègaillerie |       | DVD   | Jacques Ladègaillerie  |       | DVD       |
| Marsanne                   | André Gilles          |       | DVD   | André Gilles           |       | DVD       |
| Portes-lès-Valence         | Marie-Josée Faure     |       | PS    | Marie-Josée Faure      |       | PS        |
| Romans-sur-Isère-1         | Pierre Pieniek        |       | PRG   | Pierre Pieniek         |       | PRG       |
| Romans-sur-Isère-2         | Gérard Chaumontet     |       | PS    | Gérard Chaumontet      |       | PS        |
| Saillans                   | François Pegon        |       | MoDem | François Pegon         |       | MoDem     |
| Saint-Donat-sur-l'Herbasse | Aimé Chaléon          |       | DVD   | Jean-Louis Bonnet      |       | DVG       |
| Saint-Paul-Trois-Châteaux  | Fabien Limonta        |       | UMP   | Fabien Limonta         |       | UMP       |
| Saint-Vallier              | Alain Genthon         |       | DVG   | Alain Genthon          |       | PS        |
| Séderon                    | Paul Arnoux           |       | PS    | Paul Arnoux            |       | PS        |
| Valence-1                  | Jacques Bonnemayre    |       | UMP   | Michèle Rivasi         |       | Les Verts |
| Valence-3                  | Michel Tavan          |       | RPF   | Pierre-Jean Veyret     |       | PS        |

## Résultats par canton

### Canton de Bourdeaux
| Candidats      | Candidats               | Étiquette      | Premier tour | Premier tour |
| Candidats      | Candidats               | Étiquette      | Voix         | %            |
| -------------- | ----------------------- | -------------- | ------------ | ------------ |
|                | Michel Tron*            | UMP            | 528          | 60,21        |
|                | Robert Arnaud           | PS             | 233          | 26,57        |
|                | Yvon Thomas Le Guillerm | EXG            | 116          | 13,23        |
|                |                         |                |              |              |
| Inscrits       | Inscrits                | Inscrits       | 1 125        | 100,00       |
| Abstentions    | Abstentions             | Abstentions    | 215          | 19,11        |
| Votants        | Votants                 | Votants        | 910          | 80,89        |
| Blancs et nuls | Blancs et nuls          | Blancs et nuls | 33           | 3,63         |
| Exprimés       | Exprimés                | Exprimés       | 877          | 96,37        |

*sortant

### Canton de Buis-les-Baronnies
| Candidats      | Candidats         | Étiquette      | Premier tour | Premier tour |
| Candidats      | Candidats         | Étiquette      | Voix         | %            |
| -------------- | ----------------- | -------------- | ------------ | ------------ |
|                | Michel Grégoire*  | PS             | 2 008        | 57,95        |
|                | Catherine Vespier | UMP            | 1 007        | 29,06        |
|                | Maryvonne Escafit | Verts          | 450          | 12,99        |
|                |                   |                |              |              |
| Inscrits       | Inscrits          | Inscrits       | 4 650        | 100,00       |
| Abstentions    | Abstentions       | Abstentions    | 1 033        | 22,22        |
| Votants        | Votants           | Votants        | 3 617        | 77,78        |
| Blancs et nuls | Blancs et nuls    | Blancs et nuls | 152          | 4,20         |
| Exprimés       | Exprimés          | Exprimés       | 3 465        | 95,80        |

*sortant

### Canton de La Chapelle-en-Vercors
| Candidats      | Candidats         | Étiquette      | Premier tour | Premier tour | Second tour | Second tour |
| Candidats      | Candidats         | Étiquette      | Voix         | %            | Voix        | %           |
| -------------- | ----------------- | -------------- | ------------ | ------------ | ----------- | ----------- |
|                | Jacques Clot*     | UMP            | 512          | 36,99        | 650         | 48,51       |
|                | Claude Vignon     | DVG            | 408          | 29,48        | 690         | 51,49       |
|                | Michel Repellin   | PS             | 380          | 27,46        | Retrait     | Retrait     |
|                | Jean-Pierre Piège | EXG            | 59           | 4,26         |             |             |
|                | Henri Theuillon   | PCF            | 25           | 1,81         |             |             |
|                |                   |                |              |              |             |             |
| Inscrits       | Inscrits          | Inscrits       | 1 731        | 100,00       | 1 730       | 100,00      |
| Abstentions    | Abstentions       | Abstentions    | 320          | 18,49        | 321         | 18,55       |
| Votants        | Votants           | Votants        | 1 411        | 81,51        | 1 409       | 81,45       |
| Blancs et nuls | Blancs et nuls    | Blancs et nuls | 27           | 1,91         | 69          | 4,90        |
| Exprimés       | Exprimés          | Exprimés       | 1 384        | 98,09        | 1 340       | 95,10       |

*sortant

### Canton de Crest-Nord
| Candidats      | Candidats       | Étiquette      | Premier tour | Premier tour | Second tour | Second tour |
| Candidats      | Candidats       | Étiquette      | Voix         | %            | Voix        | %           |
| -------------- | --------------- | -------------- | ------------ | ------------ | ----------- | ----------- |
|                | Gérard Crozier  | DVD            | 3 278        | 38,18        | 3 667       | 48,69       |
|                | Jean Serret     | PS             | 3 270        | 38,09        | 3 864       | 51,31       |
|                | Stéphane Cozon  | EXG            | 1 514        | 17,63        | Retrait     | Retrait     |
|                | Gilbert Marquez | FN             | 524          | 6,10         |             |             |
|                |                 |                |              |              |             |             |
| Inscrits       | Inscrits        | Inscrits       | 12 567       | 100,00       | 12 562      | 100,00      |
| Abstentions    | Abstentions     | Abstentions    | 3 659        | 29,12        | 4 807       | 38,27       |
| Votants        | Votants         | Votants        | 8 908        | 70,88        | 7 755       | 61,73       |
| Blancs et nuls | Blancs et nuls  | Blancs et nuls | 322          | 3,61         | 224         | 2,89        |
| Exprimés       | Exprimés        | Exprimés       | 8 586        | 96,39        | 7 531       | 97,11       |

### Canton de Crest-Sud
| Candidats      | Candidats             | Étiquette      | Premier tour | Premier tour |
| Candidats      | Candidats             | Étiquette      | Voix         | %            |
| -------------- | --------------------- | -------------- | ------------ | ------------ |
|                | Jean-Pierre Tabardel* | DVG            | 2 350        | 52,05        |
|                | Patrick Bouvard       | DVD            | 1 078        | 23,88        |
|                | Jacqueline Doble      | Verts          | 582          | 12,89        |
|                | Laure Bellet          | PCF            | 505          | 11,18        |
|                |                       |                |              |              |
| Inscrits       | Inscrits              | Inscrits       | 6 480        | 100,00       |
| Abstentions    | Abstentions           | Abstentions    | 1 740        | 26,85        |
| Votants        | Votants               | Votants        | 4 740        | 73,15        |
| Blancs et nuls | Blancs et nuls        | Blancs et nuls | 225          | 4,75         |
| Exprimés       | Exprimés              | Exprimés       | 4 515        | 95,25        |

*sortant

### Canton du Grand-Serre
| Candidats      | Candidats          | Étiquette      | Premier tour | Premier tour |
| Candidats      | Candidats          | Étiquette      | Voix         | %            |
| -------------- | ------------------ | -------------- | ------------ | ------------ |
|                | Gabriel Biancheri* | UMP            | 3 314        | 64,97        |
|                | Jean-Pierre Olmos  | DVG            | 856          | 16,78        |
|                | Daniel Flaget      | PCF            | 509          | 9,98         |
|                | Jean-Paul Vieron   | Verts          | 422          | 8,27         |
|                |                    |                |              |              |
| Inscrits       | Inscrits           | Inscrits       | 7 422        | 100,00       |
| Abstentions    | Abstentions        | Abstentions    | 2 111        | 28,44        |
| Votants        | Votants            | Votants        | 5 311        | 71,56        |
| Blancs et nuls | Blancs et nuls     | Blancs et nuls | 210          | 3,95         |
| Exprimés       | Exprimés           | Exprimés       | 5 101        | 96,05        |

*sortant

### Canton de Loriol-sur-Drôme
| Candidats      | Candidats              | Étiquette      | Premier tour | Premier tour | Second tour | Second tour |
| Candidats      | Candidats              | Étiquette      | Voix         | %            | Voix        | %           |
| -------------- | ---------------------- | -------------- | ------------ | ------------ | ----------- | ----------- |
|                | Jacques Ladegaillerie* | DVD            | 3 249        | 42,37        | 3 200       | 50,60       |
|                | Jacques Malsert        | PS             | 2 379        | 31,02        | 3 124       | 49,40       |
|                | Jean-Paul Clément      | FN             | 894          | 11,66        |             |             |
|                | Robert Boisseau        | PCF            | 580          | 7,56         |             |             |
|                | Josiane Gonnot         | Verts          | 567          | 7,39         |             |             |
|                |                        |                |              |              |             |             |
| Inscrits       | Inscrits               | Inscrits       | 12 439       | 100,00       | 12 439      | 100,00      |
| Abstentions    | Abstentions            | Abstentions    | 4 487        | 36,07        | 5 941       | 47,76       |
| Votants        | Votants                | Votants        | 7 952        | 63,93        | 6 498       | 52,24       |
| Blancs et nuls | Blancs et nuls         | Blancs et nuls | 283          | 3,56         | 174         | 2,68        |
| Exprimés       | Exprimés               | Exprimés       | 7 669        | 96,44        | 6 324       | 97,32       |

*sortant

### Canton de Marsanne
| Candidats      | Candidats              | Étiquette      | Premier tour | Premier tour |
| Candidats      | Candidats              | Étiquette      | Voix         | %            |
| -------------- | ---------------------- | -------------- | ------------ | ------------ |
|                | André Gilles*          | DVD            | 3 415        | 52,01        |
|                | Jacques Farge          | PS             | 1 283        | 19,54        |
|                | Thérèse Novak          | Verts          | 553          | 8,42         |
|                | Dominique Briet-Gobled | FN             | 514          | 7,83         |
|                | Gérard Fournel         | DVD            | 443          | 6,75         |
|                | Raoul Accarie          | PCF            | 358          | 5,45         |
|                |                        |                |              |              |
| Inscrits       | Inscrits               | Inscrits       | 9 271        | 100,00       |
| Abstentions    | Abstentions            | Abstentions    | 2 459        | 26,52        |
| Votants        | Votants                | Votants        | 6 812        | 73,48        |
| Blancs et nuls | Blancs et nuls         | Blancs et nuls | 246          | 3,61         |
| Exprimés       | Exprimés               | Exprimés       | 6 566        | 96,39        |

*sortant

### Canton de Portes-les-Valence
| Candidats      | Candidats              | Étiquette      | Premier tour | Premier tour | Second tour | Second tour |
| Candidats      | Candidats              | Étiquette      | Voix         | %            | Voix        | %           |
| -------------- | ---------------------- | -------------- | ------------ | ------------ | ----------- | ----------- |
|                | Geneviève Girard       | DVD            | 3 730        | 36,12        | 3 940       | 42,08       |
|                | Marie-Josée Faure*     | PS             | 3 631        | 35,16        | 5 424       | 57,92       |
|                | Marie-Jo Bayoud-Torres | PCF            | 1 494        | 14,47        |             |             |
|                | Marc Robert            | Verts          | 816          | 7,90         |             |             |
|                | Marie Nicolas          | FN             | 655          | 6,34         |             |             |
|                |                        |                |              |              |             |             |
| Inscrits       | Inscrits               | Inscrits       | 15 598       | 100,00       | 15 597      | 100,00      |
| Abstentions    | Abstentions            | Abstentions    | 4 993        | 32,01        | 6 005       | 38,50       |
| Votants        | Votants                | Votants        | 10 605       | 67,99        | 9 592       | 61,50       |
| Blancs et nuls | Blancs et nuls         | Blancs et nuls | 279          | 2,63         | 228         | 2,38        |
| Exprimés       | Exprimés               | Exprimés       | 10 326       | 97,37        | 9 364       | 97,62       |

*sortant

### Canton de Romans-sur-Isère-1
| Candidats      | Candidats             | Étiquette      | Premier tour | Premier tour | Second tour | Second tour |
| Candidats      | Candidats             | Étiquette      | Voix         | %            | Voix        | %           |
| -------------- | --------------------- | -------------- | ------------ | ------------ | ----------- | ----------- |
|                | Marie-Hélène Thoraval | UMP            | 4 274        | 35,50        | 5 405       | 46,97       |
|                | Pierre Pieniek*       | PRG            | 3 999        | 33,21        | 6 103       | 53,03       |
|                | Bernard Pinet         | FN             | 1 427        | 11,85        |             |             |
|                | Jean-Marie Chosson    | Verts          | 1 327        | 11,02        |             |             |
|                | Yannick Vitton-Mea    | EXG            | 524          | 4,35         |             |             |
|                | Jean-Marc Durand      | PCF            | 490          | 4,07         |             |             |
|                |                       |                |              |              |             |             |
| Inscrits       | Inscrits              | Inscrits       | 20 166       | 100,00       | 20 167      | 100,00      |
| Abstentions    | Abstentions           | Abstentions    | 7 838        | 38,87        | 8 237       | 40,84       |
| Votants        | Votants               | Votants        | 12 328       | 61,13        | 11 930      | 59,16       |
| Blancs et nuls | Blancs et nuls        | Blancs et nuls | 287          | 2,33         | 422         | 3,54        |
| Exprimés       | Exprimés              | Exprimés       | 12 041       | 97,67        | 11 508      | 96,46       |

*sortant

### Canton de Romans-sur-Isère-2
| Candidats      | Candidats           | Étiquette      | Premier tour | Premier tour | Second tour | Second tour |
| Candidats      | Candidats           | Étiquette      | Voix         | %            | Voix        | %           |
| -------------- | ------------------- | -------------- | ------------ | ------------ | ----------- | ----------- |
|                | Gérard Chaumontet*  | PS             | 2 869        | 36,50        | 3 823       | 54,06       |
|                | Philippe Chanove    | Modem          | 1 717        | 21,84        | 3 249       | 45,96       |
|                | Jean-Louis Vassy    | DVD            | 1 228        | 15,62        |             |             |
|                | Christophe Guichard | FN             | 862          | 10,97        |             |             |
|                | Manon de Tonnac     | Verts          | 775          | 9,86         |             |             |
|                | Frédéric Devine     | PCF            | 410          | 5,22         |             |             |
|                |                     |                |              |              |             |             |
| Inscrits       | Inscrits            | Inscrits       | 12 910       | 100,00       | 12 914      | 100,00      |
| Abstentions    | Abstentions         | Abstentions    | 4 826        | 37,38        | 5 588       | 43,27       |
| Votants        | Votants             | Votants        | 8 084        | 62,62        | 7 326       | 56,73       |
| Blancs et nuls | Blancs et nuls      | Blancs et nuls | 223          | 2,76         | 254         | 3,47        |
| Exprimés       | Exprimés            | Exprimés       | 7 861        | 97,24        | 7 072       | 96,53       |

*sortant

### Canton de Saillans
| Candidats      | Candidats        | Étiquette      | Premier tour | Premier tour |
| Candidats      | Candidats        | Étiquette      | Voix         | %            |
| -------------- | ---------------- | -------------- | ------------ | ------------ |
|                | François Pegon*  | Modem          | 816          | 54,80        |
|                | Joffrey Chalaphy | PS             | 575          | 38,62        |
|                | Geoffroi Muthig  | Verts          | 98           | 6,58         |
|                |                  |                |              |              |
| Inscrits       | Inscrits         | Inscrits       | 1 840        | 100,00       |
| Abstentions    | Abstentions      | Abstentions    | 312          | 16,96        |
| Votants        | Votants          | Votants        | 1 528        | 83,04        |
| Blancs et nuls | Blancs et nuls   | Blancs et nuls | 39           | 2,55         |
| Exprimés       | Exprimés         | Exprimés       | 1 489        | 97,45        |

*sortant

### Canton de Saint-Donat-sur-l'Herbasse
| Candidats      | Candidats            | Étiquette      | Premier tour | Premier tour | Second tour | Second tour |
| Candidats      | Candidats            | Étiquette      | Voix         | %            | Voix        | %           |
| -------------- | -------------------- | -------------- | ------------ | ------------ | ----------- | ----------- |
|                | Aimé Chaléon*        | DVD            | 1 821        | 46,14        | 1 699       | 49,00       |
|                | Jean-Louis Bonnet    | PS             | 1 515        | 38,38        | 1 768       | 51,00       |
|                | Jean-Claude Santiago | FN             | 350          | 8,87         |             |             |
|                | Francis Bouvier      | PCF            | 261          | 6,61         |             |             |
|                |                      |                |              |              |             |             |
| Inscrits       | Inscrits             | Inscrits       | 6 056        | 100,00       | 6 056       | 100,00      |
| Abstentions    | Abstentions          | Abstentions    | 1 946        | 32,13        | 2 465       | 40,70       |
| Votants        | Votants              | Votants        | 4 110        | 67,87        | 3 591       | 59,30       |
| Blancs et nuls | Blancs et nuls       | Blancs et nuls | 163          | 3,97         | 124         | 3,45        |
| Exprimés       | Exprimés             | Exprimés       | 3 947        | 96,03        | 3 467       | 96,55       |

*sortant

### Canton de Saint-Paul-Trois-Châteaux
| Candidats      | Candidats        | Étiquette      | Premier tour | Premier tour | Second tour | Second tour |
| Candidats      | Candidats        | Étiquette      | Voix         | %            | Voix        | %           |
| -------------- | ---------------- | -------------- | ------------ | ------------ | ----------- | ----------- |
|                | Fabien Limonta*  | UMP            | 4 632        | 46,32        | 4 254       | 51,76       |
|                | Max Feschet      | PS             | 3 530        | 35,30        | 3 964       | 48,24       |
|                | Daniel Pelissier | FN             | 1 204        | 12,04        |             |             |
|                | Yves Peyrard     | PCF            | 634          | 6,34         |             |             |
|                |                  |                |              |              |             |             |
| Inscrits       | Inscrits         | Inscrits       | 14 114       | 100,00       | 14 112      | 100,00      |
| Abstentions    | Abstentions      | Abstentions    | 3 778        | 26,77        | 5 648       | 40,02       |
| Votants        | Votants          | Votants        | 10 336       | 73,23        | 8 464       | 59,98       |
| Blancs et nuls | Blancs et nuls   | Blancs et nuls | 336          | 3,25         | 246         | 2,91        |
| Exprimés       | Exprimés         | Exprimés       | 10 000       | 96,75        | 8 218       | 97,09       |

*sortant

### Canton de Saint-Vallier
| Candidats      | Candidats        | Étiquette      | Premier tour | Premier tour |
| Candidats      | Candidats        | Étiquette      | Voix         | %            |
| -------------- | ---------------- | -------------- | ------------ | ------------ |
|                | Alain Genthon*   | PS             | 6 923        | 56,11        |
|                | Gérard Oriol     | DVD            | 3 113        | 25,23        |
|                | Monique Moyroud  | PCF            | 1 341        | 10,87        |
|                | Michel Lo-Presti | FN             | 961          | 7,79         |
|                |                  |                |              |              |
| Inscrits       | Inscrits         | Inscrits       | 18 153       | 100,00       |
| Abstentions    | Abstentions      | Abstentions    | 5 420        | 29,86        |
| Votants        | Votants          | Votants        | 12 733       | 70,14        |
| Blancs et nuls | Blancs et nuls   | Blancs et nuls | 395          | 3,10         |
| Exprimés       | Exprimés         | Exprimés       | 12 338       | 96,90        |

*sortant

### Canton de Séderon
| Candidats      | Candidats         | Étiquette      | Premier tour | Premier tour | Second tour | Second tour |
| Candidats      | Candidats         | Étiquette      | Voix         | %            | Voix        | %           |
| -------------- | ----------------- | -------------- | ------------ | ------------ | ----------- | ----------- |
|                | Paul Arnoux*      | PS             | 504          | 30,04        | 757         | 52,46       |
|                | Jean Moullet      | DVD            | 489          | 29,14        | 686         | 47,54       |
|                | Jean-Yves Ginel   | PS             | 257          | 15,32        | Retrait     | Retrait     |
|                | Gérard Coupon     | DVG            | 223          | 13,29        | Retrait     | Retrait     |
|                | Bernadette Aumage | PCF            | 205          | 12,22        | Retrait     | Retrait     |
|                |                   |                |              |              |             |             |
| Inscrits       | Inscrits          | Inscrits       | 1 996        | 100,00       | 1 990       | 100,00      |
| Abstentions    | Abstentions       | Abstentions    | 280          | 14,03        | 439         | 22,06       |
| Votants        | Votants           | Votants        | 1 716        | 85,97        | 1 551       | 77,94       |
| Blancs et nuls | Blancs et nuls    | Blancs et nuls | 38           | 2,21         | 108         | 6,96        |
| Exprimés       | Exprimés          | Exprimés       | 1 678        | 97,79        | 1 443       | 93,04       |

*sortant

### Canton de Valence-1
| Candidats      | Candidats           | Étiquette      | Premier tour | Premier tour | Second tour | Second tour |
| Candidats      | Candidats           | Étiquette      | Voix         | %            | Voix        | %           |
| -------------- | ------------------- | -------------- | ------------ | ------------ | ----------- | ----------- |
|                | Jacques Bonnemayre* | UMP            | 2 557        | 44,32        | 3 111       | 49,66       |
|                | Michèle Rivasi      | Verts          | 2 534        | 43,92        | 3 153       | 50,34       |
|                | Simon Paraghamian   | FN             | 343          | 5,95         |             |             |
|                | Pascal Girard       | PCF            | 335          | 5,81         |             |             |
|                |                     |                |              |              |             |             |
| Inscrits       | Inscrits            | Inscrits       | 10 493       | 100,00       | 10 490      | 100,00      |
| Abstentions    | Abstentions         | Abstentions    | 4 539        | 43,26        | 4 056       | 38,67       |
| Votants        | Votants             | Votants        | 5 954        | 56,74        | 6 434       | 61,33       |
| Blancs et nuls | Blancs et nuls      | Blancs et nuls | 185          | 3,11         | 170         | 2,64        |
| Exprimés       | Exprimés            | Exprimés       | 5 769        | 96,89        | 6 264       | 97,36       |

*sortant

### Canton de Valence-3
| Candidats      | Candidats              | Étiquette      | Premier tour | Premier tour | Second tour | Second tour |
| Candidats      | Candidats              | Étiquette      | Voix         | %            | Voix        | %           |
| -------------- | ---------------------- | -------------- | ------------ | ------------ | ----------- | ----------- |
|                | Pierre-Jean Veyret     | PS             | 2 584        | 46,70        | 3 479       | 57,51       |
|                | Annie-Paule Barthomeuf | UMP            | 2 100        | 37,95        | 2 570       | 42,49       |
|                | Yvan Marrel            | FN             | 334          | 6,04         |             |             |
|                | Michel Capelasse       | ECO            | 288          | 5,21         |             |             |
|                | Jean-Luc Fargier       | PCF            | 227          | 4,10         |             |             |
|                |                        |                |              |              |             |             |
| Inscrits       | Inscrits               | Inscrits       | 9 866        | 100,00       | 9 865       | 100,00      |
| Abstentions    | Abstentions            | Abstentions    | 4 195        | 42,52        | 3 685       | 37,35       |
| Votants        | Votants                | Votants        | 5 671        | 57,48        | 6 180       | 62,65       |
| Blancs et nuls | Blancs et nuls         | Blancs et nuls | 138          | 2,43         | 131         | 2,12        |
| Exprimés       | Exprimés               | Exprimés       | 5 533        | 97,57        | 6 049       | 97,88       |